# Anúbis
Anúbis (/əˈnjuːbᵻs/; em grego clássico: Ἄνουβις) ou Anupo é, no panteão do Antigo Egito, o deus dos mortos e moribundos, que guiava e conduzia as almas ao mundo dos mortos. É representado com cabeça de chacal, embora os egiptólogos mais conservadores afirmem que não há como saber com certeza o animal que o representa.
É associado com a mumificação e a vida após a morte na mitologia egípcia, também associado como protetor das pirâmides. Na língua egípcia, Anúbis era conhecido como Inpu (também grafado Anup, Anpu e Ienpw). A menção mais antiga a Anúbis está nos Textos das Pirâmides do Império Antigo, onde frequentemente é associado com o enterro do Faraó. Na época, Anúbis era o deus dos mortos mais importante, porém durante o Império Médio, Osíris passou a ter a função de deus primordial dos mortos, enquanto que Anúbis tinha funções menores como por exemplo o preparo do corpo e embalsamento dos mortos, além disso era o protetor do processo de mumificação.
Assume nomes ligados ao seu papel fúnebre, como Aquele que está sobre a sua montanha, que ressalta sua importância como protetor dos mortos e de suas tumbas, e o título Aquele que está no local do embalsamamento, associando-o com o processo de mumificação. Como muitas divindades egípcias, Anúbis assumiu diversos papéis em vários contextos, e nenhuma procissão pública no Egito era realizada sem uma representação de Anúbis marchando em seu início.
A esposa de Anúbis é a deusa Anput, seu aspecto feminino, e a sua filha é a deusa Kebechet.
Os egípcios acreditavam que no julgamento de um morto o coração dele era pesado numa balança e a Pena da Verdade (que pertencia à consorte de Toth, Maat, a deusa da verdade). Caso o coração fosse mais pesado que a pena o defunto era comido por Ammit (um demônio cujo corpo era composto por partes híbridas de leão, hipopótamo e crocodilo), mas caso fosse mais leve a pessoa em questão poderia ter acesso ao paraíso ou a alma voltaria ao corpo. Anúbis era quem guiava a alma dos mortos.

## Denominação

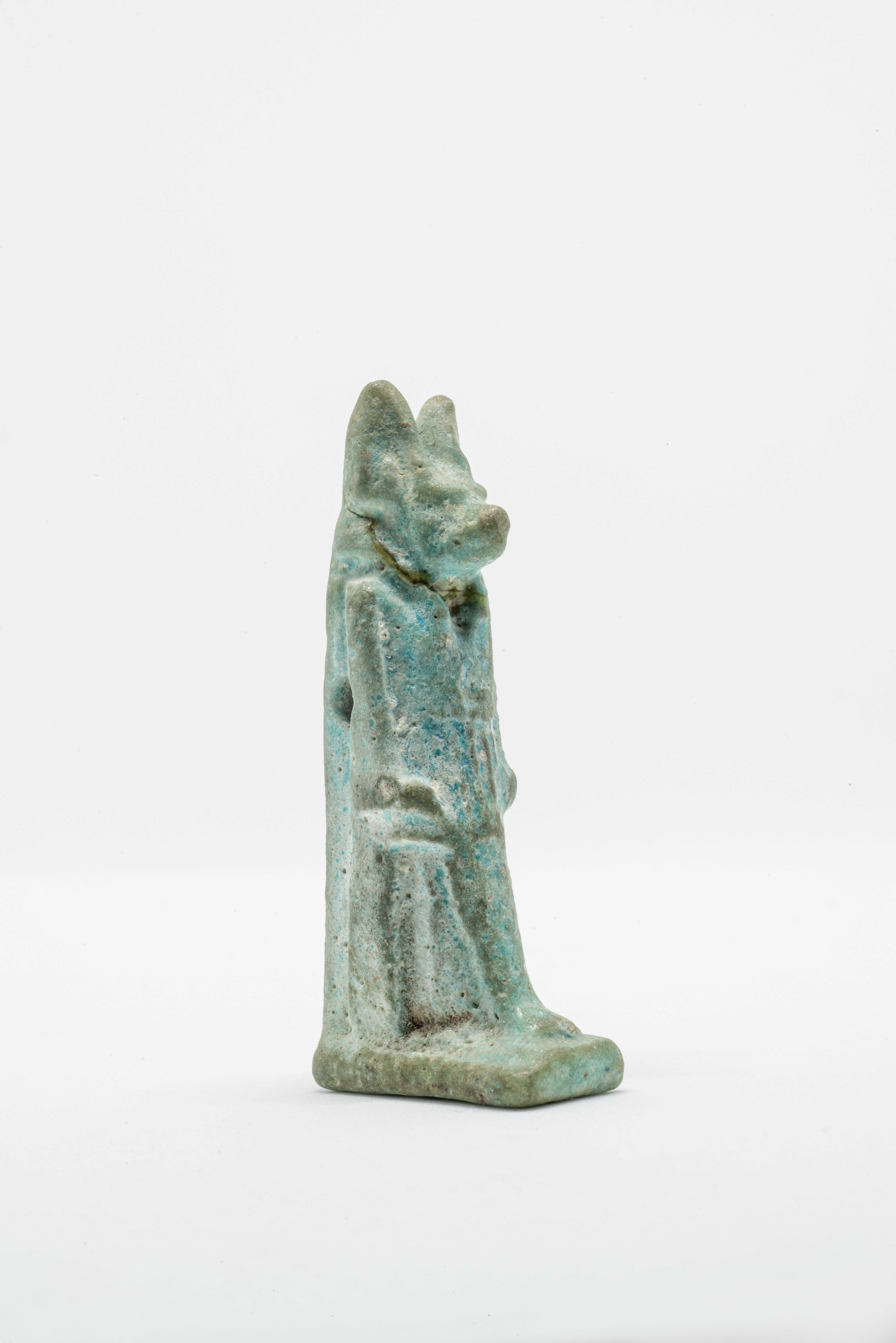
Deus Anúbis na Casa Museu Eva Klabin

### Nome
"Anubis" é uma tradução grega do nome egípcio deste deus. Antes da chegada dos gregos ao Egito, por volta do século VII aC, o deus era conhecido como Anpu ou Inpu. A raiz do nome na língua egípcia antiga significa "uma criança real". Inpu tem uma raiz para "inp", que significa "decair". O deus também era conhecido como "Primeiro dos ocidentais", "Senhor da Terra Sagrada", "Aquele que está sobre sua Montanha Sagrada", "Regente dos Nove Arcos", "O Cão que Engole Milhões", "Mestre de Segredos", "Aquele que está no Lugar de Embalsamamento" e "Primeiro da Cabine Divina". As posições que ele tinha também se refletiam nos títulos que ocupou, como "Aquele que está em sua montanha", "Senhor da Terra Sagrada", "O mais importante dos ocidentais" e "Aquele que está no local de embalsamamento". "

No Império Antigo (c. 2686 BC), a maneira padrão de escrever seu nome em hieróglifos era composta pelos sinais sonoros inpw seguidos por um chacal sobre um sinal ḥtp :
| i | n · p | w | C6 |

Uma nova forma com o chacal em um suporte alto apareceu no final do Império Antigo e tornou-se comum a partir de então:
| i | n · p | w | E16 |

O nome de Anubis jnpw foi possivelmente pronunciado [a.ˈna.pʰa(w)], baseado no anoup copta e na transcrição acadiana 𒀀𒈾𒉺 ⟨a-na-pa⟩ no nome <ri-a-na-pa> " Reanapa " que aparece na carta EA 315 de Amarna. No entanto, esta transcrição também pode ser interpretada como rˁ-nfr, um nome semelhante ao do Príncipe Ranefer da Quarta Dinastia.

### Epítetos
Os principais epítetos aplicados a Anúbis destacam seu papel como divindade funerária e prontamente o descrevem como o chefe do domínio funerário como um todo ou como o chefe de uma das subdivisões desse domínio. Desde os primórdios da civilização egípcia, Anúbis é dotado de seus cinco principais epítetos; Khenty mentyou (“Aquele que está à frente dos ocidentais - os mortos“), khenty ta djeser (“Aquele que está à frente da terra santa“), tepy djouef (“Aquele que está em sua montanha“), Khenty seh netjer (“Aquele que preside o pavilhão divino") e imy-out ("Aquele que preside a sala de embalsamamento"), persistindo as quatro últimas até ao período greco-romano (entre IV séc. século aC e IV 4º século depois)

#### Aquele que está à frente dos ocidentais
O epíteto khenty imentyou "Aquele que está à frente dos ocidentais(variantes: khenty imentet “Aquele que está à frente do Ocidente“, neb imentet “Senhor do Oeste”) é atribuído principalmente a Osíris desde o final do Império Antigo, quando ele se tornou a principal divindade do domínio funerário, mas Anúbis nunca será completamente privado disso. Este epíteto coloca muitos problemas porque Khentyimentyou é também o nome do deus-canino da cidade de Abidos atestado desde a I dinastia por documentos arqueológicos. Trata-se, portanto, de distinguir claramente entre o nome de uma divindade independente e a função homônima atribuída a Anúbis da V dinastia e a Osíris da VI dinastia.

#### Senhor da Terra Santa
Aspectos de Anubis, como uma divindade do submundo, são refletidos nos epítetos Khenty ta djeser — "Aquele que está à frente da Terra Sagrada" — e Neb ta djeser — "Senhor da Terra Santa". A primeira expressão é sem dúvida a mais antiga, tendo a segunda surgido apenas na IV dinastia (cerca de 2500 aC), isoladamente ou associada ao epíteto khenty seh netjer. O "país sagrado" é uma designação da necrópole e, por extensão, de todo o reino além. De acordo com uma estela do Reino Novo guardada no Museu Real de Antiguidades de Leiden, o ta djeser é também um topónimo que serve para designar a necrópole do nome thinita (a região da cidade de Abidos ) cujas ligações com as divindades caninas são atestadas desde os primeiros tempos históricos. O epíteto neb ta djeser é atribuído principalmente a Anúbis, mas muito comumente também ao deus Osíris, principalmente durante o Império Médio, em Abidos e no resto do país.

#### Aquele que está em sua montanha
O epíteto tepy djouef "Aquele que está em sua montanha" é um dos mais comuns desde o início da história egípcia até o período romano. É frequentemente encontrado nas paredes das mastabas do Império Antigo e nas estelas erguidas em Abidos durante o Império Médio . Essa expressão traz uma precisão geográfica quanto aos locais onde os egípcios instalaram suas necrópoles. O epíteto mostra que o poder de Anúbis é exercido nas colinas rochosas (gebel em árabe) localizadas entre o fim das terras cultiváveis que margeiam o Nilo e o início dos vastos desertos da Líbia e da Arábia . Nesta zona montanhosa, o terreno é muito acidentado, mas muito rico em pedras talhadas, bem como em minérios e metais preciosos, utilizados nos mais sumptuosos funerais  . Além disso, caninos predadores e necrófagos vagam nesta área em busca de comida. O egiptólogo Georg Möller propôs uma explicação geográfica ligando esse epíteto ao topônimo djouefet — montanha da víbora—, o nome do XII nome do Alto Egito, uma região localizada em frente ao nome licopolitano dedicado ao canino Oupouaout. A palavra egípcia djou sobrevive na língua copta sob o termo toou, que é usado para cunhar topônimos relacionados a montanhas desérticas e monastérios remotos.

#### Aquele que preside o pavilhão divino
O epíteto khenty seh netjer, "Aquele que preside o pavilhão divino", aparece regularmente nas formas mais antigas de oferendas inscritas, durante o Antigo Império, nas paredes das mastabas de particulares, bem como nas das pirâmides de texto dos soberanos da VI Dinastia . O seh netjer é uma estrutura temporária (tenda) ou uma estrutura durável (edifício), um lugar liminar localizado entre o mundo dos vivos e o mundo dos mortos, uma espécie de hall de entrada para a necrópole. É um local onde Anúbis exerce sua proteção sobre cadáveres, em processo de transformação durante a mumificação. O baú que representa um templo ou um naos e no qual Anúbis é freqüentemente retratado deitado é talvez uma representação do seh netjer.

#### Aquele que preside a sala de embalsamamento
A função mais conhecida do deus Anúbis é expressa no epíteto imy-out ("Aquele que preside a sala de embalsamamento"), que lhe é especificamente atribuída. O significado preciso desta expressão não está claramente estabelecido. A palavra fora está relacionada com a mumificação e mais particularmente com as ligaduras, enquanto os sacerdotes que participam no envolvimento dos corpos são designados pelo termo genérico de fora . Como substantivo, a palavra fora também se refere ao local onde ocorre o ritual de mumificação. Também é possível que essa palavra esteja relacionada ao termo ouhat " oásis », local de onde saem muitos produtos, como as resinas necessárias para a preservação dos corpos. Sob a dinastia ptolemaica, o topónimo Out designa a necrópole do XVII XVII. nome do Alto Egito, lugar sagrado fortemente ligado a Anúbis.

## Iconografia

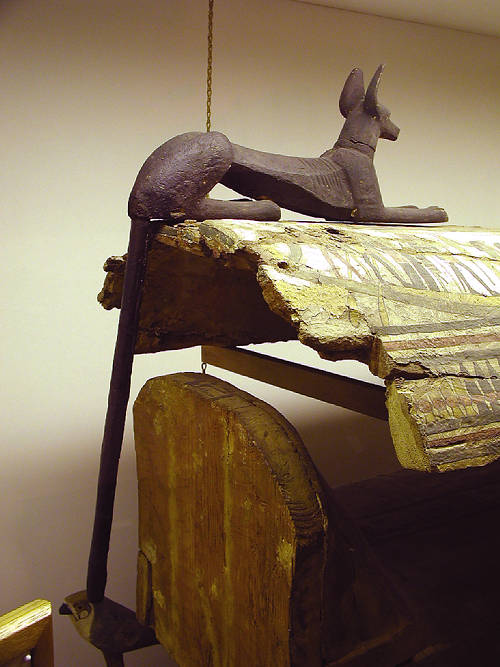
Anúbis deitado no sarcófago de Djeddjehoutefankh, XXIII dinastia.

O antigo Egito é uma civilização que dava grande importância às imagens. Com seus cerca de 700 escrituras  hierograficas  sua escrita facilmente demonstra isso. Essa arte do desenho (ou iconografia ) também é perceptível no imaginário do mundo divino. A aparição do deus Anúbis, simbolizado por um canino, é certamente ditada por suas funções funerárias ; chacais e cães assombrando e guardando cemitérios à beira dos desertos.

### canino divino

#### animal icônico
Como outras divindades funerárias egípcias, como Upouaout, Khentyimentiou e Sed, Anubis pertence ao grupo das divindades caninas. A morfologia geral de Anubis em sua forma inteiramente animal, com seu focinho pontiagudo, suas duas orelhas eretas, seu torso esguio, suas quatro patas longas e sua cauda alongada, indica claramente que é um membro da família Canidae que na África Oriental inclui lobos, chacais, raposas, cães selvagens e cães domésticos. No entanto, a combinação de elementos morfológicos de Anubis não corresponde a nenhuma espécie conhecida de canídeo ainda existente. O emblema animal do deus parece muito mais uma mistura de vários tipos. Enquanto a cabeça e o focinho correspondem a uma ampla variedade de canídeos, as orelhas pontudas são em sua maioria parecidas com as da raposa, enquanto o corpo esguio lembra o galgo. A cauda de Anúbis se assemelha à do chacal, mas é muito mais longa e estreita ; a cauda da raposa, se cair no chão como a de Anúbis, é muito mais volumosa e grossa. Além disso, Anubis é na maioria das vezes representado com pelagem preta, uma cor bastante incomum entre as várias espécies de canídeos.
Ao longo XX século XX Século XX, muitos especialistas estimam que o animal de Anúbis é um ser híbrido, cão-lobo, lobo-chacal, chacal-cão, etc  Segundo George Hart, escritor e conferencista do Museu Britânico "o cão Anubis é provavelmente um chacal[...] Mas outros cães, por exemplo o pária cor de ferrugem, podem ter servido como protótipo. Anubis talvez represente o epítome dos cães do deserto". A assimilação de Anubis ao chacal é baseada em um critério comportamental: este canino noturno é conhecido por assombrar cemitérios à noite, e mais particularmente em torno de sepulturas recém-cavadas, a fim de desenterrar e devorar cadáveres. Esse comportamento teria sido associado pelos antigos egípcios à morte e, por extensão, à mumificação e às cerimônias fúnebres. A cor preta de Anubis é um símbolo explicado principalmente de duas maneiras : primeiro pela coloração negra do corpo do defunto sob o efeito das resinas utilizadas no embalsamamento, depois pela associação da cor preta com o conceito de regeneração, a cheia do Nilo trazendo, todos os anos, lodo negro e fértil em terras agrícolas.

### Chacal

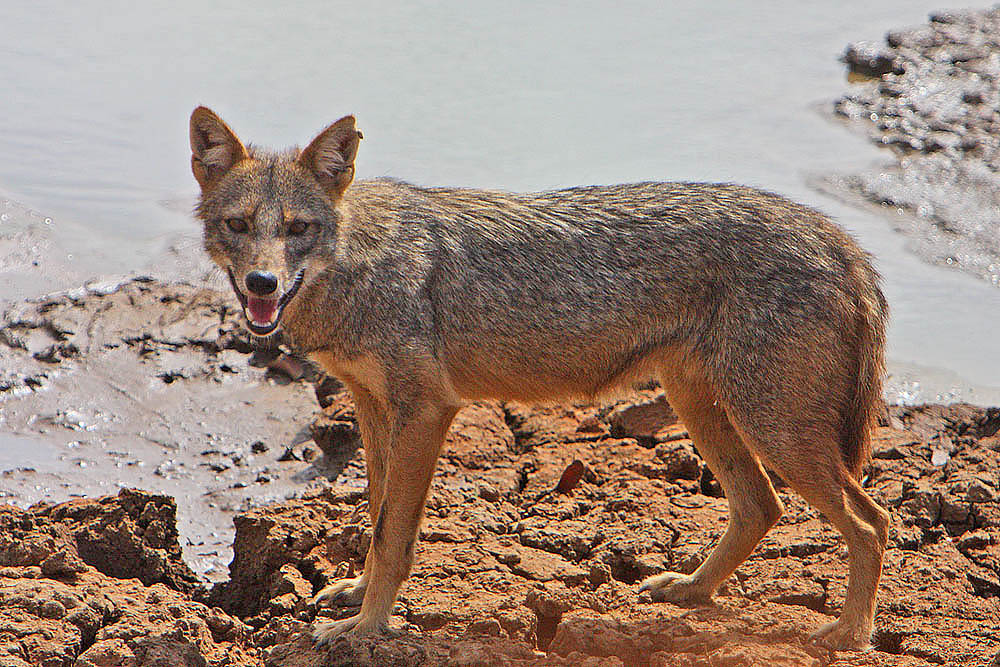
Chacal dourado (Canis aureus).

O chacal, no entanto, não é o único canídeo a vagar pelos cemitérios, já que raposas e hienas fazem o mesmo. Os canídeos, se diferirem fisicamente, têm, no entanto, certos comportamentos comuns. Uma das mais marcantes é se afastar e depois esconder a comida enterrando o excesso quando é impossível consumir tudo ali. Esse comportamento inato segue invariavelmente o mesmo padrão estereotipado. O animal primeiro se afasta com um resto de carne na boca, a fim de encontrar um local adequado para o enterro. Para encontrar o local certo, periodicamente fareja o chão e arranha a terra com uma das patas dianteiras. Uma vez encontrado um local adequado, ele cava um buraco cada vez mais rápido, usando as duas patas dianteiras alternadamente. A carne é então depositada na escavação, por vezes sendo empurrada repetidamente com a ponta do focinho. O animal então preenche o buraco empurrando a terra escavada e batendo nela com o focinho. No final da operação, apenas uma leve agitação do solo permanece visível, e o animal se afasta, para retornar um ou dois dias depois para encontrar e consumir a carne enterrada. Os antigos egípcios certamente não deixaram de notar esse comportamento em seus cães de caça ou nos caninos que conheciam, como o chacal dourado ( Canis aureus ), a raposa vermelha ( Vulpes vulpes ), o feneco ( Vulpes zerda ) ou o selvagem africano. Cão ( Lycaon pictus ). O deus Anúbis pode ter sido representado na forma canina por causa desse comportamento escavador, sendo o principal papel de uma divindade funerária esconder os restos mortais da vista dos vivos.

## Mumificação

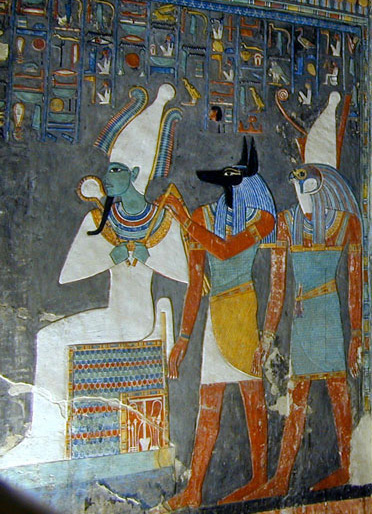
tumba do faraó Horemebe

Após ser despedaçado pelo irmão, Seti, Osíris tem seu corpo embalsamado por Anúbis, tornando-o a primeira múmia, e fazendo com que se torne o deus do embalsamento.
Os sacerdotes de Anúbis, chamados stm, usavam máscaras de chacais durante os rituais de mumificação. Anúbis é uma das mais antigas divindades da mitologia egípcia e seu papel mudou à medida que os mitos amadureciam, passando de principal deus do mundo inferior a juiz dos mortos, depois que Osíris assumiu aquele papel.
O papel funerário de Anúbis é muito importante, pois depois da mumificação os egípcios acreditavam que o coração era entregue ao deus Anúbis; ele pesava-o em conjunto com a Pena da Verdade: se o coração fosse mais pesado que a pena, era pesado de maldade e Ammit, o deus-leão, comia-o; mas se fosse leve de bondade, Anúbis levava-o num barco a atravessar o rio Nilo para ir ter com o deus Osíris, deus da morte e do submundo, ao mundo dos mortos, para viver a "vida depois da morte"

## Família
A sua mãe é Néftis, que durante uma briga com o marido Seti passou-se por Ísis e teve relações com Osíris.
Anúbis é pai de Qeb-hwt, também conhecido como Kebechet. Em épocas mais tardias, Anúbis foi combinado com o deus grego Hermes,surgindo assim Hermanúbis.